# Нойман, Хельмут
Хельмут Нойман (нем. Helmut Neumann; род. 29 мая 1938, Вена) — австрийский музыкальный педагог, музыковед
 и композитор.

## Биография
Провёл детские годы в Вене, в конце Второй мировой войны перебрался с матерью в Линц, затем окончил школу при цистерцианском монастыре в Шлирбахе. Учился музыке в семье, игре на фортепиано и виолончели в школе. Затем поступил в Брукнеровскую консерваторию в Линце, где учился у Карла Марии Швамбергера (виолончель) и Фрица Генриха Кляйна (теория). В 1954 году перешёл вместе со Швамбергером в зальцбургский Моцартеум, а в 1958 году — в Венскую академию музыки в класс виолончели Фриды Личауэр-Краузе, изучал также композицию под руководством Отмара Штайнбауэра.
В 1959—1960 годах играл на виолончели в Исландском симфоническом оркестре, затем в Инсбрукском городском оркестре, в 1962 году занимался в мастер-классе Энрико Майнарди. Затем вернулся в Исландию, преподавал виолончель и теорию музыки в музыкальной школе в Хабнарфьордюре, однако тяжёлая травма руки положила конец его исполнительской карьере. В течение полутора десятилетий Нойман занимался в Вене различной административной работой, в конце 1970-х годов изучал в Венском университете музыкознание. В 1980—1983 годах был директором частной Консерватории имени Шуберта в Вене, в дальнейшем до 2001 года заведовал в ней кафедрой композиции и теории, а также вёл класс виолончели. Одновременно в 1990-е годы заведовал отделом в австрийском министерстве образования и искусства.
В 2001 году опубликовал книгу «Звуковые серии: курс композиции Отмара Штайнбауэра» (нем. Die Klangreihen – Kompositionslehre nach Othmar Steinbauer), в основу которой легли незавершённые теоретические и дидактические работы его учителя. В дальнейшем выступил редактором-составителем ряда других сборников по теории музыки. Автор многочисленных камерных и хоровых сочинений.
После нескольких лет, проведённых в молодости в Исландии, Нойман навсегда сохранил привязанность к этой стране, некоторое время возглавлял Общество австрийско-исландской дружбы, выступил составителем и соавтором книги «Вклад Австрии в освоение Исландии» (нем. Österreichs Beitrag zur Islandforschung; 1986).

## Награды
Кавалер (1986) и командор (1996) Ордена Исландского сокола.